# كاثرين ماري أبو غزالة
كاثرين ماري أبو غزالة ( 24 مارس 1999-) المعروفة مهنيًا باسم كات أبوهي صحفية أمريكية، ومؤثرة على وسائل التواصل الاجتماعي، ومعلقة سياسية. برزت أبو غزالة أثناء عملها في مؤسسة Media Matters for America، حيث اكتسبت شعبية بسبب انتقاداتها لشخصية تاكر كارلسون من قناة فوكس نيوز. تم نشر كتابات أبو غزالة في مجلة ماذر جونز ومجلة ذا نيو ريببلكفي مارس 2025، أعلنت عن حملتها الانتخابية لمجلس النواب الأمريكي في الدائرة التاسعة للكونغرس في إلينوي.

## النشأة والخلفية
ولدت كاثرين أبو غزالة في 24 مارس 1999 في دالاس، تكساسلأب مهاجر فلسطيني وأم من الجيل السابع من دالاسكانت جدتها لأمها، تافي جولدسميث، جمهورية بارزة في تكساس لمدة أربعة عقودوعملت في حملة جون تاور لمجلس الشيوخ في أوائل الستينيات، وشغلت منصب رئيسة اتحاد النساء الجمهوريات في تكساس في عامي 2004 و2005كان جدها لأبيها، طاهر أبو غزالة، من القدسوتقول كاثرين إن والدها وجدتها اضطرا إلى الفرار من فلسطين إلى الكويت بعد النجاة من النكبة خلال حرب فلسطين عام 1948زار طاهر أبو غزالة الولايات المتحدة للدراسة في كلية ريفرسايد سيتي في ريفرسايد، كاليفورنيا وكلية جورج ويليامز في شيكاغو، إلينوي في الخمسينيات والستينيات من القرن العشرينوفي وقت ما عمل في شيكاغو لتوفير الرقابة الإلزامية فيما يتعلق برئيس البلدية ريتشارد جيه داليعمل لاحقًا مع مستثمرين عقاريين كويتيين واستقر في النهاية في دالاس بعد فترات قضاها خارج الولايات المتحدةوفقًا لكاثرين، هاجر والدها علاء الدين أبو غزالة إلى الولايات المتحدة عندما كان طفلاً وعاش في البداية في شيكاغوأسس علاء الدين منصة أداء استشارية لتداول السلع الأساسيةأسس أيضًا شركة لمعالجة البياناتوالتي أصبحت مديرًا لصندوق صناديق التحوط، ثم استحوذت عليها شركة BNY Mellon لاحقًا.
كانت عائلتها تحمل آراء محافظة ومؤيدة للحزب الجمهوري، وكانت أبو غزالة جمهورية منذ مراهقتها؛ وهي تصفهم بأنهم كانوا من الجمهوريين المحافظين ماليًا في عهد ريغانعندما كانت مراهقة، فكرت في الانضمام إلى الجيش، على أمل الالتحاق بأكاديمية القوات الجوية أو ويست بوينتتُنسب الفضل في تغيير آرائها السياسية إلى انتقالها إلى توسون، أريزونا عندما كانت في السادسة عشرة من عمرهاوبعد أن التحقت بمدارس خاصة ذات دخل مرتفع حتى عامها الثاني في المدرسة الثانوية، انتقلت إلى مدرسة بها العديد من الطلاب غير المسجلين ومن ذوي الدخل المنخفض، وقالت لقد تحطمت أسطورة التمويل الذاتي أمام عيني، بعد ذلك بوقت قصير، ظهر ترامب على الساحة ولم يعجبني أنا ووالداي ذلك الرجل منذ البداية. دعمت أبو غزالة ماركو روبيو في الانتخابات التمهيدية للحزب الجمهوري عام 2016وصوت والداها لصالح هيلاري كلينتون في الانتخابات العامة عام 2016.
من عام 2014 إلى عام 2017، عملت في مجلس إدارة منظمة كشافة الفتيات في أريزونا في صيف عام 2018، عملت كمديرة تنظيمية لمنطقة الشمال الشرقي لمنظمة Everytown For Gun.
التحقت بجامعة جورج واشنطن في واشنطن العاصمة بهدف العمل في مجال الصحافة أو الخدمة الخارجية، في جامعة جورج واشنطن، كتبت وصنعت مقاطع فيديو لصحيفة الطلابوقدمت عروضًا كوميدية، وحضرت معسكر الاحتجاج المؤيد لفلسطين في الجامعةودرست الأمن الدولي والصحافة، بينما كانت طالبة، ظلت مسجلة كناخبة في دالاس لتتمتع بقوة تصويت أكبر بكثير مما قد تتمتع به كمقيمة في العاصمة واشنطنتخرجت في عام 2020 بدرجة البكالوريوس في الشؤون الدوليةوبحثت عن وظائف في السياسة التقدميةوبحسب أبو غزالة، فقد كانت مستقلة عن الدعم المالي من عائلتها منذ أن كانت في العشرين من عمرها.
عاشت أبو غزالة في واشنطن العاصمة حتى انتقلت هي وشريكها بن كولينز إلى شيكاغو، إلينوي في يوليو 2024، جاءت هذه الخطوة نتيجة للدور الجديد الذي لعبه كولينز كرئيس تنفيذي للشركة المالكة للصحيفة الساخرة The Onion، والتي يقع مقرها الرئيسي في شيكاغولقد قالت منذ ذلك الحين أنهم انتقلوا في وقت قصير جدًافي الانتخابات العامة لعام 2024، صوت أبو غزالة في واشنطن العاصمة بدلاً من إلينوي.

## الحياة العملية
في أوائل عشرينيات القرن الحادي والعشرين، عملت أبو غزالة بدوام جزئي كنادلة في واشنطن العاصمة، إلى جانب عملها في تحليل وسائل الإعلام. في أغسطس 2022، شربت مشروبًا مخدّرًا، مما تسبب في فقدانها الوعي، ثم استشارت الطبيب، تم مشاركة تغريداتها حول التجربة وحازت على إعجاب مئات الآلاف من المرات، وحفزت التغطية الإخبارية للأعراض التي تشير إلى أن الشخص قد تم تخديره دون موافقته.

### وسائل إعلام مهمة في أمريكا
بحلول عام 2023، أصبح أبو غزالة منتج فيديو رئيسيًا لمؤسسة Media Matters for America، تطلبت وظيفتها منها تغطية محتوى قناة فوكس نيوز، بما في ذلك برنامج تاكر كارلسون على تلك الشبكة في ذلك الوقت، انعكس هذا في وصفها الذاتي لملفها الشخصي على تويتر، "أشاهد تاكر كارلسون حتى لا تضطروا أنتم إلى مشاهدته" ووفقًا لأبو غزالة، فقد حلل عملها "كيف تُطلع فوكس الجهاز السياسي اليميني على ما يُطرح في التيار الرئيسي" مثل رهاب المتحولين جنسيًا والهجمات على سياسات التنوع والإنصاف والشمولفي يناير 2023، بدأت حسابًا على TikTok، حيث قامت بتغطية كارلسون وعرضه، في غضون أربعة أشهر تقريبًا، كان لديها 130 ألف متابع، ووصلت العديد من مقاطع الفيديو الخاصة بها إلى 1 مليون مشاهدة. بحلول أبريل 2023، أصبحت بعض منشوراتها على تويتر منتشرة عبى نطاق واسع، حيث كان لديها أكثر من 182000 متابع، وواجهت مضايقات عبر الإنترنت من قبل المعلقين المحافظين والمستخدمين اليمينيين في إحدى الحالات، قامت بجمع لقطات شاشة للرسائل المضايقة، مما أدى إلى إنشاء مساعدة بصرية لتوضيح ما تواجهه هي والنساء البارزات الأخريات في وسائل الإعلام بشكل متكررأثناء عمله في Media Matters، عمل أبو غزالة ممثلاً لنقابة SEIU Local 500.
في مايو 2024، أدرجت مجلة ذا نيو ريبابليك أبوغزالة ضمن قائمة 25 مؤثرًا سياسيًا يجب مراقبتهم في عام 2024في نفس الشهر، تم تسريح أبو غزالة و11 زميلًا له من شركة ميديا ماترز بعد دعوى قضائية رفعها إيلون ماسك.

### الإعلام المستقل والتحليل السياسي
بحلول يوليو 2024، كان لدى أبوغزالة ما يقرب من 500000 متابع على وسائل التواصل الاجتماعي عبر TikTok وTwitter و Instagram، في 24 يوليو 2024، أعلنت مجلة Mother Jones التقدمية أنها وظفت أبو غزالة كمنشئ فيديو لإنتاج محتوى عن الديمقراطية، ووسائل الإعلام اليمينية المتطرفة، والتضليل، والتطرفانضمت أيضًا إلى مؤسسة Zeteo الإعلامية لإنتاج مقاطع فيديو لمواجهة الروايات اليمينية.
دعا المؤتمر الوطني الديمقراطي أبوغزالة كواحد من العديد من منشئي المحتوى لتغطية مؤتمر أغسطس 2024.أثناء وجودها في المؤتمر الوطني الديمقراطي، شاركت في اعتصام غير ملتزمعلى الرغم من أنها تقول إنها لم تكن عضوًا في حركة غير ملتزمةكما أجرت مقابلة مع رو خانا حول سياسة الديمقراطيين في الشرق الأوسطقالت أبو غزالة خلال المؤتمر إنها صُدمت بصراحة وأصيبت بالفزع إزاء قلة تناول خطاب قبول كامالا هاريس لمخاوف غزة والفلسطينيين،ووصفت في وقت لاحق اتصالات زعماء الديمقراطيين بشأن هذه القضية بأنها ليست خاطئة فحسب بل غبيةلأن وقف إطلاق النار، وقف إطلاق النار الدائم يحظى بشعبية كبيرة، وليس من المنطقي التضحية بكل هذه الأصوات.
سلطت بوليتيكو الضوء على أهميتها على تيك توك في سبتمبر 2024، وتوقعت أن يكون حسابها من بين الحسابات التي تلعب دورًا كبيرًا في آخر 50 يومًا من السباق الرئاسيوفي تحليلها لنتائج الانتخابات، كتبت لمجلة ذا نيو ريبابليك أنه من الناحية المثالية، سوف ينشأ حزب جديد (أو عدة أحزاب!) من فشل الحزب الديمقراطي، ولكن في هذه الأثناء،  إن الدماء الجديدة، التي تحفزها الرغبة في التغيير الجذري وليس السلطة الراكدة، تحتاج إلى اقتحام الطبقة المسنة غير الفعالة في الحزب.
تم ترشيح أبو غزالة لجائزة ويبي لعام 2025 في فئة الأخبار والسياسة المبدعون لتغطيتها لليمين المتطرف.

### حملة مجلس النواب الأمريكي لعام 2026
في 24 مارس 2025، أعلنت أبو غزالة أنها ستخوض الانتخابات التمهيدية الديمقراطية لمقعد الدائرة التاسعة في الكونجرس بولاية إلينويوالذي يشغله جان شاكوفسكي، وهو ديمقراطي وعضو في الكتلة التقدمية في الكونجرس، منذ عام 1999 في ذلك الوقت، لم تكن شاكوسكي قد أعلنت بعد ما إذا كانت ستسعى لإعادة انتخابها في عام 2026وتقول أبو غزالة إنها قررت الترشح بعد تنصيب ترامب لولاية ثانية، ردًا على التصفيق المهذب للديمقراطيين وثقافة الاستسلام لدى القيادة الديمقراطية، وقالت أيضًا إنها اختارت الترشح لأن شاكوسكي، مثل العديد من الديمقراطيين الحاليين في المناطق الآمنة، لم يواجه منافسًا أساسيًا لسنوات عديدة:
جزء من سبب هذه الفوضى هو عدم إجراء انتخابات تمهيدية رئاسية عام 2024، نشعر في كثير من الأحيان أن الحزب يختار مرشحيه، وأعتقد أنه بإمكاننا القيام بالأمور بشكل مختلف، ولهذا السبب ترشحت، وهذا يعني أنني متحمس جدًا لأننا سنخوض انتخابات تمهيدية تنافسية.
وبعد وقت قصير من إعلان ترشحها، صرحت أبو غزالة أنها تحاول تنفيذ "نوع جديد من الحملاتوقال أبو غزالة إن الحملة سترفض التبرعات من الشركات و"نفوذ الأثرياء للغاية"، وستعتمد بدلاً من ذلك على المتبرعين من القاعدة الشعبية والفعاليات العامة المجانية، وستعمل مع مجموعات المساعدة المتبادلة والشركات المحليةعلى سبيل المثال، كانت رسوم الاشتراك في إطلاق حملتها عبارة عن صندوق من المنتجات الصحية د، والتي تم التبرع بها لمنظمة غير ربحية في شيكاغو لتوزيعها بين المجتمعات ذات الدخل المنخفضوشملت فعاليات حملتها الأخرى حلقة حياكة في أحد الحانات في إيفانستونصرحت أبو غزالة أن حملتها تنوي إنفاق أموالها على محاولة المساعدة في تلبية الاحتياجات المادية للناسوالخدمات المعلوماتية مثل بطاقات المحفظة اعرف حقوقك، بالإضافة إلى مشاريع الخدمة العامة المحليةالتي تعمل أيضًا كـ ساعات عمل مكتبية، مثل تنظيف الشواطئ والأحياء، إنها تقارن استراتيجيتها بـمجموعة من الإعلانات الكاذبة التي ينتجها المستشارون الذين لم يفوزوا في الانتخابات منذ التسعينيات.
اعتبارًا من مايو 2025، إذا تم انتخابها، ستكون أبو غزالة أصغر امرأة، وأول امرأة من الجيل Zوثاني امرأة فلسطينية أمريكية بعد رشيدة طليب، يتم انتخابها للكونغرس على الإطلاق.
ذكر ملف الحملة المقدم إلى لجنة الانتخابات الفيدرالية أن مساهمات الأسبوع الأول بلغت ما يزيد عن 378 ألف دولار، ولم تكن هناك أي مساهمات من لجان العمل السياسيبمتوسط مساهمة بلغ حوالي 32 دولارًا لقد تجاوزت حملتها في الربع الأول من عام 2025 حملة شاكوسكي لجمع التبرعاتفي منتصف شهر أبريل، انضم مدرس المدرسة الثانوية المحلية ديفيد أبريفايا كمنافس ثانٍ في الانتخابات التمهيدية.

### الأحداث اللاحقة
في أوائل شهر مايو، أعلنت شاكوسكي أنها ستتقاعد عند انتهاء فترة ولايتها في عام 2026أصدر أبوغزالة بيانًا شكر فيه شاكوسكي على فترة عملها في الكونجرس، وأشاد بشاكوسكي لدعمها للحقوق الفلسطينيةبعد إعلان شاكوفسكي، أعلن كل من عضو مجلس الشيوخ بالولاية لورا فاينورئيس بلدية إيفانستون دانييل بيس (عضو مجلس الشيوخ السابق بالولاية والوصيف في الانتخابات التمهيدية الديمقراطية لمنصب حاكم الولاية عام 2018 ) عن ترشيحاتهما للمنطقةأعلن العديد من المرشحين الإضافيين عن نيتهم في الترشح، وبحلول منتصف شهر يوليو، بلغ العدد الإجمالي اثني عشر مرشحًا.
أفاد إفصاح مالي اتحادي صدر في منتصف شهر مايو من حملة أبو غزالة أنه قبل إطلاق ترشحها، توقفت عن العمل الصحفي المدفوع الأجر وألغت تحقيق الدخل من مقاطع الفيديو السابقة والحالية على يوتيوب وتيك توكوبحسب أبو غزالة، فإنها فعلت ذلك لتجنب تضارب المصالح وتجنب تحقيق الدخل من منشورات وسائل التواصل الاجتماعي المتعلقة بالحملة.
أدانت أبو غزالة مقتل اثنين من العاملين في السفارة الإسرائيلية في واشنطن العاصمة، قائلة إن قتل الناس بسبب جنسيتهم أمر بغيضكما أدانت بالمثل هجوم حريق بولدر عام 2025، قائلة "أنا فلسطينية ولا أريد أن تُرتكب أعمال إرهابية لا معنى لها باسمي"وقالت أبو غزالة في أواخر شهر مايو إنها استأجرت أمنًا خاصًا بعد أن قام أحد الزوار بتخريب مكتب حملتها الانتخابية بشكل متكرر، وبعد أن اتهمها مرشح جمهوري بدعم حزب الله.
أظهر استطلاع للرأي أجري في منتصف يونيو بين الناخبين الديمقراطيين المحتملين في المنطقة أن أبو غزالة جاء في المرتبة الثانية بنسبة 10٪، وكان المتصدر هو بيس بنسبة 17٪.
وقد قامت منظمات الأخبار في ولاية إلينويعلى المستويين الوطني والدوليبتغطية إعلان أبوغزالة والحملة التي تلتها. استشهدت بوليتيكو ببيرني ساندرز الذي شجع التقدميين على الترشح كمرشحين مستقلين في ضوء تراجع شعبية الحزب، وأشارت صحيفة واشنطن بوست إلى إمكانية أن تكون حملتها جزءًا من حركة مناهضة للحكام الحاليين على غرار حزب الشايوتوقعت التغطية الإخبارية لاستخدام أبو غزالة للوسائط الرقمية، بما في ذلك بلو سكاي بدلاً من إكس الخاص بمسك، أن مهاراتها ستساعدها في جذب الناخبين الأصغر سناًكما قارنتها التغطية الإعلامية بمرشحين آخرين أصغر سناً بما في ذلك العديد من نجوم" وسائل الإعلام الجديدة ذوي المواقف السياسية التقدمية الذين يسعون إلى مناصب سياسية رئيسية في الولايات المتحدة، مثل زهران ممداني، وإيزايا مارتنوجيك راكوفوجورج هورندووسايكات تشاكرابورتيوإيليا مانليK ومالوري ماكمورووديجا فوكسووضعتها في معسكر ألكسندريا أوكاسيو كورتيز من الديمقراطيين الأصغر سناً والأكثر نشاطاً واليساريين الذين صريحون بشأن أخطاء الديمقراطيين وخطواتهم الخاطئة.
عندما سئل الديمقراطي حكيم جيفريز، زعيم الأقلية في مجلس النواب، عن حملة أبو غزالة في شهر مارس، قال أنا لست على دراية بمن تتحدث عنه، وأشاد بشاكوفسكي باعتباره عضوًا تقدميًا ثابتًا منذ فترة طويلةأعلن نائب رئيس اللجنة الوطنية الديمقراطية ديفيد هوج، عن جهد لتمويل منافسين أصغر سناً في الانتخابات التمهيدية للحملات ضد الديمقراطيين الحاليين في مجلس النوابوقال إن شاكوسكي كانت من بين شاغلي المنصب وكان عملها قوياً بما يكفي لدرجة أن مجموعته لن تمول تحدياً لمقعدهاوانتقدت هيئة تحرير صحيفة شيكاغو تريبيون أبو غزالة وغيره من الديمقراطيين لاستخدامهم الألفاظ البذيئة في تصريحاتهم العامة، وحذرتهم من الانحدار إلى مستوى ترامب وإضعاف السياسة الأميركية أكثر من ذلك.
في وقت إعلانها، لم تكن أبو غزالة تعيش في الدائرة التاسعة للكونغرس في ولاية إلينوي، حيث سجلت للتصويت في الدائرة السابعة للكونغرس في إلينوي قبل شهر واحد فقط من إعلانهايُطلب من ممثلي مجلس النواب قانونًا أن يكونوا مقيمين في الولاية التي يمثلونها في الكونجرس، ولكن ليس بالضرورة من نفس المنطقة التي ترشحوا فيها داخل تلك الولايةوقد أثار وضع أبو غزالة غير المقيم في المنطقة، وقصر مدة إقامته نسبيًا كمقيم في شيكاغو، انتقاداتتوقع المعلق السياسي المحلي إريك زورن أنه حتى لو اختارت شاكوسكي عدم الترشح لإعادة الانتخاب، فإن الديمقراطيين المحليين سيدعمون مرشحًا أكثر رسوخًا يتمتع بسمعة محلية أفضل وخبرة أكبر في الحكومة بدلاً من مرشح صغير السن للغاية يمكن وصفه بسهولة بأنه شخص متطفل، صرحت أبو غزالة أنها وشريكها كانا يخططان بالفعل للانتقال إلى المنطقة عندما انتقلا إلى شيكاغو في إشعار قصير في العام السابق من أجل وظيفته قبل أن تفكر في الترشح للكونجرس)، وأنهم يعيشون "على بعد محطة حافلات واحدة من المنطقة التاسعة، التي تدعي أنها تعرضت للتلاعب بالدوائر الانتخابية، وأنهم يخططون للانتقال إليها هذا الصيفبمجرد أن يتمكنوا من إنهاء عقد الإيجار على منزلهم الحالي.

## المواقف السياسية
يتوافق برنامج أبو غزالة مع الجناح التقدمي للحزب الديمقراطيإنها تؤيد توسيع الدعم الحكومي لرعاية الأطفالومرحلة ما قبل المدرسة الشاملة، والرعاية الطبية للجميع، بما في ذلك الرعاية الصحية للمهاجرين غير المسجلين،ووثيقة الحقوق الثانية التي اقترحها فرانكلين ديلانو روزفلت في الأصلإنها من المؤيدين لحقوق المثليين والمتحولين جنسياًبالإضافة إلى الصفقة الخضراء الجديدة، أبو غزالة يؤيد زيادة اللوائح المتعلقة بالذكاء الاصطناعي.
ويعد أبو غزالة من المعارضين الشرسين لدونالد ترامب، وقد تحدث ضد سياسات رئاسته الأولى والثانية، إنها تؤيد رغبة السيناتور جون أوسوف في عزل ترامب، ووصفت تردد زعيم الأقلية في مجلس الشيوخ تشاك شومر بأنه جبنانتقدت تعريفات يوم التحرير، والتي اعتبرتها رجعية وجادلت بأنها ستؤثر على كل منا ممن ليسوا مليارديراتتعارض أبو غزالة التغييرات المقترحة على قوانين تسجيل الناخبين في قانون حماية أهلية الناخب الأمريكي، قائلة إنها ستمنع النساء من ممارسة حقهن في التصويت إذا اخترن الاحتفاظ بأسمائهن قبل الزواج.
انتقدت أبو غزالة دور إسرائيل في حرب غزة، قائلةً: "جرائم الحرب أمرٌ سيئٌ بغض النظر عمن يرتكبها، وبغض النظر عمّن تُرتكب ضدهودعت إلى الإفراج الفوري عن جميع الرهائن المحتجزين في غزة، ووقف إطلاق نار دائم يُمهّد الطريق للسلام والمصالحة بين الإسرائيليين والفلسطينيين، وتهدف إلى تعزيز صياغة وتطبيق قانون ليهي المتعلق بتحالف الولايات المتحدة مع إسرائيلتعد المنطقة التاسعة في الكونجرس بولاية إلينوي موطنًا لعدد كبير من السكان اليهود، وقد اعتبرها بعض المعلقين السياسيين تاريخيًا "المقعد اليهودي" الفعلي في وفد الكونجرس في إلينويكلا من بيس وفين يهوديانإن المواقف تجاه إسرائيل تفرق بين المتنافسين، حيث يصف المعارضون أبو غزالة بأنها معادية لإسرائيل بسبب انتقاداتها الصريحة للحرب في غزة، وفقًا لموقع Jewish Insider، لا يُنظر إلى أبو غزالة كمرشحة جادة بسبب قلة خبرتها النسبية وخطابها التحريضي، بما في ذلك منشوراتها على وسائل التواصل الاجتماعي التي استخدمت فيها شعار من النهر إلى البحر ووصفت إسرائيل بأنها نظام فصل عنصري إبادة جماعية، وتؤكد أبو غزالة أن من النهر إلى البحر هي دعوة سلمية إلى الحرية والمساواة، وليست دعوة إلى العنف.
وتوافق أبو غزالة على سجل التصويت الذي سجله شاكوسكي، لكنه يدعو إلى انتخاب ممثلين يواجهون نفس التحديات التي نواجهها مثل الإيجارات المرتفعة والتكلفة المرتفعة للتأمين الصحيولديهم تجارب مماثلة مثل تدريبات إطلاق النار في المدارس، كما ينتقد أبو غزالة دور شاكوسكي في القيادة الديمقراطية إذا لم يكن حزبك متوافقًا مع قيمك، وهو ما لا يتوافق معه استنادًا إلى سجل تصويتها، فأنت بحاجة إلى أن تكون أكثر صراحة في معارضة الإدارة الحالية، مثل استخدام أي إجراء تشريعي أو برلماني يمكنهم استخدامه لتعطيل الأعمال، بالإضافة إلى وضع أجسادهم بين إيلون ماسك وأي مبنى حكوميفي رأيها، لديك أشخاص مثل شاكوسكي الذين فعلوا أكثر بكثير من غيرهم من الأشخاص في الكونجرس لكن هذا لا يزال غير فعال لأن الحزب الديمقراطي أعطى الأولوية للياقة البدنية وبنيته الخاصة على تمثيل الديمقراطية فعليًا وفي رسالة نصية من حملتها، اتهمت أبو غزالة شاكوسكي بقبول التبرعات من المنظمات التي تبرر العدوان الإسرائيلي، ووعدت بالتصويت ضد المساعدات العسكرية الأميركية لإسرائيل طالما استمرت الحرب في غزة.
في إعلانها الأولي عن حملتها، أوضحت أبو غزالة أنها لا تعتقد أن الحزب الديمقراطي يبذل جهداً كافياً في الوقت الحالي، وربطت وسائل الإعلام وأبوغزالة نفسها حملتها بـالإحباط الواسع النطاق تجاه قيادة الحزب الديمقراطي بين أعضائه التقدميين، وخاصة بعد صعود دونالد ترامبكما انتقدت الحزب بسبب عدم الاستماع المستمر للناخبين وعدم النظر في أي حلول أخرى، وهناك الكثير من الحديث عن كونهم خيمة كبيرة، لكن يبدو الأمر كما لو أنهم يوسعون تلك الخيمة إلى اليمين فقط، وهم يطردون بقيتنا.
وتقول أبو غزالة إنها لا تنوي أن تصبح سياسية محترفة وليست مهتمة بالبقاء في منصبها إلى أجل غير مسمى، إذا فازت، وقالت إنها، لإعطاء الجيل القادم فرصة للقيادة، لا ترغب في أن تخدم أكثر من خمس فترات عشر سنوات.